# موگا تسوکاجی
موگا تسوکاجی (به ژاپنی: 塚地 武雅 Tsukaji Muga)؛ زادهٔ ۲۵ نوامبر ۱۹۷۱) هنرپیشه اهل ژاپن است.
وی همچنین برندهٔ جوایزی همچون جایزه روبان آبی و جایزه فیلم ماینیچی شده‌است.